# Vera Pauw
Pour les articles homonymes, voir Pauw.
Vera Pauw est une joueuse et entraîneuse de football néerlandaise, née le 18 janvier 1963 à Amsterdam.

## Biographie

### Carrière de joueuse
Vera Pauw joue pour au SV Brederodes et au VV Vreeswijk ensuite. Elle devient la première footballeuse néerlandaise à évoluer à l'étranger en rejoignant en 1988 le club italien du CF Modena où elle reste deux ans. Elle porte ensuite le maillot du Puck Deventer et du SV Saestum.
Elle compte 89 sélections en équipe des Pays-Bas de 1983 à 1998. Elle s'occupe aussi du football féminin au sein de la Fédération royale néerlandaise de football (KNVB),.

### Carrière d'entraîneuse
Elle arrête sa carrière de joueuse en 1998 et devient sélectionneuse et directrice technique de l'équipe d'Écosse de football féminin la même année alors que son mari Bert Van Lingen est entraîneur assistant de l'équipe masculine. Après six ans, elle prend en charge la sélection néerlandaise. En 2005, elle obtient le diplôme d'entraîneur de la KNVB, une première pour une Néerlandaise. 
En 2009, les Pays-Bas se qualifient pour la première fois de leur histoire pour une phase finale de compétition internationale de football féminin ; elles atteignent les demi-finales du Championnat d'Europe 2009 se tenant en Finlande. En parallèle, elle occupe quelques fonctions au sein de l'Union des associations européennes de football (UEFA) et de la Fédération internationale de football association (FIFA).
À la surprise du monde du football féminin, Vera Pauw annonce qu'elle se retire de son poste de sélectionneur des Pays-Bas en mars 2010, parlant de divergences avec la KNVB. 
Elle est en juillet 2010 directrice technique des équipes féminines de Russie. En avril 2011, elle s'occupe de la sélection russe. Elle est remplacée par Farid Benstiti en septembre 2011, mais garde son poste de directrice technique.
Elle devient en mars 2014 sélectionneuse de l'équipe d'Afrique du Sud féminine de football.
En novembre 2017 elle devient entraîneuse de l'équipe Dash de Houston évoluant en National Women Soccer League. Elle quittera le club en fin de saison 2018.
En août 2019, Vera Pauw est nommée entraineur de l'équipe de république d'Irlande féminine de football. Vera Pauw accompagne les grands progrès accomplis par la sélection nationale jusqu'à une qualification historique vers la coupe du monde féminine de football 2023 en Australie et en Nouvelle-Zélande. Placées dans une poule très difficile avec les Allemandes, les Australiennes et les Nigérianes championnes d'Afrique, les Irlandaises terminent à la dernière place du groupe et sont éliminées au premier tour. À son retour en Irlande, Vera Pauw, déjà fragilisée par un scandale à propos de ses attitudes envers les joueuses quand elle était entraîneur au Dash de Houston se voit signifier la non-reconduction de son contrat le 30 août 2023.